# Dexiostoma campyla
Dexiostoma campyla ist ein Einzeller, der zu den Wimpertierchen gehört und der einzige Vertreter der Gattung Dexiostoma. Die Art wurde früher zur Gattung Colpidium gezählt, von dieser aber 1967 als eigene Gattung abgetrennt. Dexiostoma campyla lebt in Gewässern. Sie kann als Indikator für den Verschmutzungsgrad eines Gewässers genutzt werden.

## Merkmale
Dexiostoma campyla sind gewöhnlich etwa 60 (35 bis 90) Mikrometer lang und 20 (15 bis 35) Mikrometer breit, rund dreimal so lang wie breit und von schlanker, gelegentlich breit ovaler Gestalt. Das Vorderende ist ebenso wie das Hinterende gerundet, letzteres ist gelegentlich schwach verjüngt. Vom Vorder- zum Hinterende verbreitert sich der seitlich abgeflachte Körper.
Der präorale Bereich ist zu einer Seite hin stumpf und weist einen leicht ovalen, unbewimperten Abschnitt auf. Die Präoralnaht ist gerade und nicht tordiert (verdreht), liegt fast mittig und schwach nach links verschoben. Die erste Membranelle besteht fast ausschließlich aus einer einzelnen Reihe von Kinetosomen, die kurze dritte aus drei Kinetosomen-Reihen.
Die Zellen weisen 16 bis 33 Somakineten auf, wobei jene der rechten Seite deutlich weniger gebogen sind als bei den Gattungen Colpidium und Paracolpidium. Die Kineten der rechten Seite weisen im präoralen Bereich nicht oder kaum auf die linke Seite hinüber und reichen auch näher an das Vorderende heran als die Kineten der linken Seite. Der Abstand zwischen den Kineten 2 und 3 ist im präoralen Bereich etwas vergrößert. Die zweiendigen Kineten, die zwischen den Nummern 5 bzw. 6 und 20 liegen, weisen paarige Kinetosomen auf.
Das Silberliniensystem verläuft längs, zwischen je zwei Hauptmeridianen verläuft stets ein Sekundärmeridian. Die Mucocysten sind in Einzelreihen zwischen zwei Kineten angeordnet, während ihrer Regeneration teilen sich die Sekundärmeridiane des Silberliniensystems in zwei parallel verlaufende Linien mit vereinzelten Anastomosen.
Der Makronukleus ist annähernd rund und misst im Durchmesser zwischen 12 und 20 Mikrometer, die kontraktile Vakuole zwischen 6 und 12 Mikrometer. Letztere liegt im vorderen Drittel der Zelle, ihre Exkretionspore misst rund 1 Mikrometer und liegt zwischen den Kineten 5 und 7.
Die Zilien sind 8 bis 10 Mikrometer lang, die am Hinterende gelegenen 12 bis 15 Mikrometer. Dexiostoma bewegen sich sehr schnell, wobei sie sich stets um ihre eigene Längsachse drehen.

## Lebensweise
Die weltweit verbreitete Art findet sich in Teichen, Seen und Fließgewässern, wo sie vorwiegend polysaprob lebt und Bakterien frisst. Sie kann aber auch Detritus aufnehmen. Die Salztoleranz ist niedrig, die von Ammonium jedoch sehr hoch.

## Systematik
Von der eng verwandten Gattung Colpidium, zu der sie lang gezählt wurde, wurde die Art 1967 anhand der Position und Form der Präoralnaht sowie ihre abweichende orale Infraciliatur geschieden und durch A.W. Jankowski als monotypische Gattung erstbeschrieben. Die Trennung ist bis in die Gegenwart umstritten, wird aber durch molekulargenetische Untersuchungen gestützt. Neben der Gattung Colpidium nahe verwandt sind die Gattungen Paracolpidium und Tetrahymena.

## Nachweise
- Wilhelm Foissner, Hubert Schiffmann: Taxonomie und Phylogenie der Gattung Colpidium (Ciliophora, Tetrahymenidae) und Neubeschreibung von Colpidium truncatum STOKES, 1885. In: Naturkundliches Jahrbuch der Stadt Linz. Band 24, 1978, S. 21–40 (zobodat.at [PDF]).
- Bruno Ganner, Wilhelm Foissner: Taxonomy and ecology of some ciliates (Protozoa, Ciliophora) of the saprobic system. III. Revision of the genera Colpidium and Dexiostoma, and establishment of a new genus, Paracolpidium nov. gen. Hydrobiologia, 182:3, 1989, S. 181–218.